# Маматалиев, Марлен Абдырахманович
Марле́н Абдырахма́нович Маматали́ев (род. 24 марта 1981, Фрунзе) — киргизский общественный деятель, госслужащий, бизнесмен. С 13 марта 2018 года депутат Жогорку Кенеша Кыргызской Республики (VII созыв) от партии «Республика-Ата Журт», член комитета по бюджету и финансам. В 2021 году избран депутатом Жогорку Кенеш Кыргызской Республики VII созыва по списку политической партии «Ынтымак», лидер фракции.

## Биография
Марлен Абдырахманович Маматалиев родился 24 марта 1981 года в городе Фрунзе (ныне — Бишкек) в семье госслужащих.

## Образование
- 1998 — 2002: Кыргызский Технический Университет им. И. Раззакова, Факультет Информационных Технологий, специальность «Автоматизация и Управление» — Степень бакалавра
- 2002 — 2003: Кыргызский Технический Университет им. И. Раззакова, Факультет Информационных Технологий, специальность «Автоматизация и Управление в технических системах» — Магистратура
- 2009 — 2011: Кыргызский Экономический Университет, специальность «Финансы и Кредит» — Высшее образование
- 2011: Civil Service College, Сингапур, специальность «Управление человеческими ресурсами в государственной службе»
- 2019 — 2023: Кыргызский Технический Университет им. И. Раззакова, Институт транспорта и робототехники, специальность «Автоматизация робототехника и мехатроника» — Аспирантура; Кандидат технических наук
- 2024: Кыргызский Экономический Университет, Докторантура (PhD), направление «Экономика»
- 2024: Кыргызский Национальный Университет им. Ж. Баласагына, второе высшее образование, бакалавриат, Юриспруденция (Гражданско-правовая деятельность)
- 2024: Российская Академия Народного Хозяйства и Государственной Службы при Президенте РФ (РАНХиГС), «Высшая школа Государственного Управления для руководителей»

## Профессиональный опыт
- 2021 — настоящее время: VII созыв Жогорку Кенеша Кыргызской Республики
  - Лидер фракции «Ынтымак», депутат
  - Лидер Политической Партии «Ынтымак»
  - Член Комитета по бюджету, экономической и фискальной политике ЖК КР
- 2018 — 2021: VI созыв Жогорку Кенеша Кыргызской Республики
  - Депутат
  - Член Комитета по бюджету и финансам ЖК КР
- 2016 — 2018: ЗАО «Аллор Строй Сервис»
  - Генеральный директор
  - Генеральный директор ТРЦ «Азия мол»
- 2013 — 2016: ЗАО «СУ-12»
  - Председатель Правления
- 2012: Аппарат Правительства Кыргызской Республики
  - Заведующий отделом реального сектора
- 2011 — 2012: Министерство экономического регулирования
  - Статс-секретарь, начальник управления
- 2010 — 2011: Жогорку Кенеш Кыргызской Республики
  - Заведующий отделом депутатской фракции «Ар-Намыс»
- Август 2010 — ноябрь 2010: Политическая партия «Ар-Намыс»
  - Руководитель аппарата
- 2009 — 2010: Аппарат Правительства Кыргызской Республики
  - Советник Первого вице-премьер-министра КР
- 2007 — 2009: Министерство экономики и финансов Кыргызской Республики
  - Начальник Главного управления организационно-кадровой работы и финансового обеспечения
  - Советник министра
  - Помощник министра
- 2006 — 2008: Министерство финансов Кыргызской Республики
  - Помощник министра
- 2003 — 2006: Социальный фонд Кыргызской Республики
  - Начальник управления информационных систем
  - Заместитель начальника управления — начальник отдела программного обеспечения
  - Главный специалист отдела программного обеспечения
  - Ведущий специалист отдела программного обеспечения

## Награды
- «Отличник Социального фонда Кыргызской Республики»
- «Отличник Финансово-экономической службы КР»
- «Отличник Торгово-экономической работы»
- Почетные грамоты Министерств и Государственных агентств Кыргызской Республики
- Медаль «За укрепление парламентского сотрудничества в ОДКБ» (2023 год)[1]
- Медаль Межпарламентской Ассамблеи государств-участников СНГ «МПА СНГ.30 лет»
- Юбилейная медаль «30 лет Конституции Кыргызской Республики»
- Медаль Генеральной прокуратуры Кыргызской Республики «За вклад в укрепление законности»
- Почетный гражданин Уч-Добонского и Арстанбапского айылных аймаков

Классный чин:
«Государственный советник государственной гражданской службы 3 класса» (2020 г.),
«Государственный советник государственной гражданской службы 2 класса» (2023 г.)
Кандидат в мастера спорта по самбо.
Кандидат технических наук.
«Первый мой законопроект касался госзакупок, так как я всегда хорошо понимал, как система госзакупки работает, какие там происходят хищения и коррупционные схемы. Этот законопроект нацелен на то, чтобы у нас в Кыргызстане была открытость и прозрачность в госзакупках и как следствие, все коррупционные пути были уничтожены»
Передал руководство своим бизнесом друзьям.
В 2018 году рассматривался кандидатом на должность мэра Бишкека.

## Семья
Отец — Абдырахман Мадакимович Маматалиев, аким Баткенского района, вице-премьер-министр Кыргызской Республики, участник Баткенских событий.
«Мой отец всю свою жизнь посвятил службе государству. Даже были ситуации, когда он был готов отдать жизнь за страну, когда в Баткен проникли боевики. Вместе с солдатами он отправился в село Зардалы, где засели боевики, тогда он был акимом Баткенского района. Это село находилось настолько далеко, посреди гор, что машины не могли проехать, не было ни дорог, ни путей. Только пешком. На определённом участке они попали в засаду, их окружили боевики. Но отец не дрогнул, он понял, что либо сейчас все умрут, либо он должен что-то предпринять. Он сделал шаг вперед и предложил боевикам отпустить солдат, а его одного оставить на переговоры»
Мать — Айнагуль, филолог, преподаватель.
Жена (с 2005) — Мээрим, юрист;
- 5 детей: дочери Арууке, Алия, Аиша, Каныкей, сын Амирхан[3].

## Хобби и индивидуальные способности
- Спорт: самбо (кандидат мастера спорта), футбол, лыжи, верховая езда, охота
- IT-технологии
- Языки: кыргызский (родной), русский (свободно), английский, турецкий (разговорный)

## Награды
- Отличник «Социального работника»
- Отличник «финансово-экономического работника»
- Отличник «торгово-экономического работника»
- Именные часы от Премьер-министра Киргизской Республики
- Почётные грамоты Правительства, Жогорку Кенеша[6].